# Les Goûts et les Couleurs (film, 2018)
Pour les articles homonymes, voir Les Goûts et les Couleurs.
 (juin 2018).
Si vous disposez d'ouvrages ou d'articles de référence ou si vous connaissez des sites web de qualité traitant du thème abordé ici, merci de compléter l'article en donnant les références utiles à sa vérifiabilité et en les liant à la section « Notes et références ».
Pour plus de détails, voir Fiche technique et Distribution.
Les Goûts et les Couleurs est un film français réalisé par Myriam Aziza pour Netflix.

## Synopsis
En couple depuis trois ans avec Claire, Simone n’a jamais fait son coming out. Entre sa mère ashkénaze qui se donne des claques pour un oui ou pour un non, son père, séfarade traditionaliste toujours au bord de la crise cardiaque, son frère aîné David qui veut la caser avec le cousin de sa future épouse, ou son autre frère Nathaniel, pacsé avec Kevin que la famille n’a jamais accepté, Simone a du mal à exister en plein jour.
Alors, quand elle succombe aux talents culinaires de Wali, le beau cuisinier d’origine sénégalaise, c’est la goutte d’eau qui fait déborder le vase. Tiraillée entre Claire, Wali et sa famille, Simone va devoir affirmer ses choix…

## Fiche technique
- Titre original : Les Goûts et les Couleurs
- Titre international : To Each, Her Own
- Réalisation : Myriam Aziza
- Scénario : Myriam Aziza, Denyse Rodriguez Tomé
- Production : Netflix - Incognita Films
- Producteur exécutif : Édouard De Vésinne
- Image : Benoît Chamaillard
- Son : Frédéric de Ravignan, Anne Gibourg, Olivier Walczak
- Musique : Martin Rappeneau
- Montage : Vincent Zuffranieri
- Décors : Denis Mercier
- Costumes : Marie-Laure Lasson
- Casting : Annette Trumel
- Assistant réalisateur : Samuel Girardin
  - Durée : 95 min
  - Date de sortie : 24 juin 2018

## Distribution
- Sarah Stern : Simone Benloulou
- Jean-Christophe Folly : Wali
- Julia Piaton : Claire
- Catherine Jacob : Noëlle Benloulou
- Richard Berry : Norbert Benloulou
- Arié Elmaleh : David Benloulou
- Clémentine Poidatz : Géraldine
- Stéphane Debac : Éric Taïeb
- David Houri : Nathaniel Benloulou
- Lionel Lingelser : Kevin
- Marina Tomé : Joss
- Sophie Mounicot : Sylvie Lopez
- Keren Marciano : Keren